# Richard Rush
Richard Rush (n. 29 august 1780, Pennsylvania, SUA – d. 30 iulie 1859, Pennsylvania, SUA) a fost un avocat și politician american, Procurorul general al Statelor Unite în timpul președinției lui James Madison și Secretar al Trezoreriei în timpul administrației președintelui John Quincy Adams.  În anul 1828, Richard Rush a fost adjunctul lui John Quincy Adams în re-alegerile național republicane.  Rush a fost, de asemenea, ambasador al Statelor Unite în Regatul Unit și Franța, de mai multe ori.